# We Are Marshall
We Are Marshall (prt: Universidade Marshall; bra: Somos Marshall) é um filme de drama biográfico estadunidense realizado por McG lançado em 2006. É inspirado por uma história real ocorrida em 1970.

## Sinopse
Depois de um acidente aéreo que matou 75 jogadores e treinadores do time de futebol americano Marshall Thundering Herd, a comunidade está a ajudar o novo treinador a montar um novo time.

## Elenco
- Matthew McConaughey – Jack Lengyel
- Matthew Fox – William "Red" Dawson
- Anthony Mackie – Nate Ruffin
- Arlen Escarpeta – Reggie Oliver
- David Strathairn – Donald Dedmon
- Ian McShane – Paul Griffen
- Kate Mara – Annie Cantrell
- January Jones – Carole Dawson
- Kimberly Williams-Paisley – Sandy Lengyel
- Brian Geraghty – Tom Bogdan
- Tommy Cresswell – Gene Morehouse
- Christian Kanupke – Keith Morehouse
- Nina Jones – Mrs. Morehouse
- Mike Pniewski – Bobby Bowden
- Wilbur Fitzgerald – Bombeiro
- Robert Patrick – Treinador Rick Tolley (sem créditos)
- Governador da Geórgia Sonny Perdue - Cameo como treinador de futebol da Carolina do Leste (sem créditos) (A maior parte de We Are Marshall foi filmada na Geórgia).

## Recepção

### Bilheteria
Nos Estados Unidos, o filme registrou receitas de US$ 43 545 364.

## Fatos reais por trás do filme
O acidente que inspirou o filme foi o do voo Southern Airways 932, que caiu ao aproximar-se do Aeroporto de Huntington, Virgínia Ocidental, em 14 de novembro de 1970.